# Підземна газифікація вугілля

Підземна газифікація вугілля — спосіб розробки вугільних родовищ, який базується на фізико-хімічному перетворенні вугілля в горючі гази в надрах за місцем залягання (in situ).

## Історія
Попередником технічної ідеї підземної газифікації вугілля (ПГВ) була технологія газифікації вугілля на заводах світильних газів. З кінця XVIII ст. вулиці Лондона вже освітлювались світильниками, що використовували штучний газ, отриманий під час переробки кам'яного вугілля на газових заводах. У 1868 р. німецький і британський інженер Карл Вільгельм Сіменс висунув ідею про можливість підземної газифікації вугілля на місці його залягання, подібно до процесів газифікації на газових заводах. Незалежно від Сіменса цю ідею на початку 1880-х років сформулював і розвинув російський хімік Дмитро Менделєєв, який прийшов до неї, досліджуючи методи боротьби з пожежами вугільних пластів на шахтах Донецького вугільного басейну. Вчений запропонував керувати процесом горіння пластів і продуктивно використовувати виділені гази. Вбачаючи значні перспективи цього способу, Менделєєв писав: «Настане, імовірно, з часом навіть така епоха, що вугілля з землі виламувати не будуть, а там, в землі його зуміють перетворювати на горючі гази й по трубах будуть їх розподіляти на далекі відстані». Він же сформулював і загальне технічне рішення задачі: «Пробуривши до пласта кілька отворів, один з них слід призначити для введення, навіть вдування повітря, інший для виходу, навіть викачування (приміром інжектором) горючих газів, які потім легко вже провести навіть на далекі відстані до печей».
Перший у світі офіційний патент на спосіб підземної газифікації вугілля отримав 1909 р. у Великій Британії американець Енсон Г. Беттс. У 1912 р. видатний шотландський хімік Вільям Рамзай запропонував перший проект підземної газифікації вугілля, проте реалізувати його на практиці не вдалося — технічна задача виявилася набагато складнішою від загальних уявлень про її вирішення.
Перші в світі промислово-дослідні роботи з підземної газифікації кам'яного вугілля були проведені 1933 р. в Україні на Лисичанській станції «Підземгаз» (проект 1928 р.), проте перша схема газифікації виявилась невдалою. Отриманий досвід дозволив знайти раціональну схему підпалення пласта й успішно використати її на станції в Горлівці, де 1935 р. вдалося отримати стійке газоутворення. Це стало можливим завдяки розробці групою колишніх студентів Донецького вуглехімічного інституту П. Скафи, В. Матвєєва та Д. Філіппова за підтримки проф. І. Коробчанського та В. Крима так званого «поточного» методу газифікації.
Протягом кількох десятиріч в Україні функціонували три станції підземної газифікації — Лисичанська, Горлівська та Синельниківська, що дозволило накопичити значний науково-технологічний досвід ведення робіт (зокрема, у 1954 р. був успішно здійснений перший у світі гідравлічний розрив вугільного пласта), доказало можливість управління процесами ПГВ та доцільність подальшого розвитку цього напрямку. Слід зазначити, що деякі проблеми технології, зокрема відносно низька теплотворна спроможність отриманого генераторного газу — до 3–4 МДж/м3, тривалий час не знаходили прийнятного вирішення. У 1960-х роках розпочалося широке освоєння газових родовищ Західного Сибіру і дешевий газ, що надійшов у європейську частину колишнього СРСР, призвів до втрати промислового інтересу до підземної газифікації вугілля.

## Загальний опис
Підземна газифікація вугілля — фізико-хімічний геотехнічний процес. Включає буріння свердловин для подачі повітряного або парокиснево-повітряного дуття та відводу газу, що утворюється, створення в пласті між свердловинами реакційних каналів, в яких вугілля взаємодіє з потоками газу. Ці канали виконуються шляхом збійки свердловин. Через бурові свердловини до пластів вугілля постійно подають повітря, рідше — його суміш з киснем: відбувається взаємодія оксидів вуглецю і водяної пари, що утворилися в зоні спалювання вугілля, з вуглецем стінок пласта. Одержані горючі гази використовують як паливо, іноді — як технологічну сировину. Переваги ПГВ: невеликий обсяг підземних робіт, малий вплив на довкілля, мала собівартість одержуваного палива. Недоліки: невелика теплота згоряння газу (3,3 МДж/м³ для бурого і до 5 МДж/м³ для кам'яного вугілля), труднощі контролю розповсюдження фронту газифікації. Перша у світі промислова станція підземної газифікації вугілля стала до ладу 1937 року в Горлівці (Донбас). В різні роки працювало до шести дослідно-промислових і промислових станцій ПГВ. Сьогодні використовується дві з них — Південно-Абінська (Росія, Кузбас) та Ангренська (Середня Азія). Дослідно-промислові установки є в США, ФРН, Великій Британії, Канаді, Австралії. Наукові дослідження з підземної газифікації в Україні ведуться в НТУ "Дніпровська політехніка" на кафедрі підземної розробки родовищ корисних копалин. Планується реалізація проекту підземної газифікації вугілля на території України.
У окремих країнах
У США підземна газифікація вугілля вважається перспективним напрямом, є кілька програм для отримання паливного газу і виробництва метанолу методом ПГВ. З огляду на те, що запаси вугілля в США складають 87 % запасів горючих копалин, впровадження підземної газифікації на родовищах вугілля, незручних для видобутку, дозволить в США збільшити ефективні ресурси палива приблизно в 3 рази. Визнано, що застосування повітря небажане внаслідок розбавлення паливного газу азотом. Краще використовувати для дуття кисень і водяну пару.
У 1975 р. права на технологію ПГВ, розроблену в колишньому СРСР, придбала фірма «Бейсик Ресурсиз» (США). У 1985 р. в штатах Вайомінг, Техас, Теннесі і Західна Вірджинія проведено близько 30 випробувань тривалістю до 197 діб з підземної газифікації лігніту і суббітумінозного вугілля. Термічний ККД цього процесу ПГВ (з розрахунку на холодний газ) — 73-95 %. Планувалося великомасштабне випробування ПГ вугільного пласта «Централія» (шт. Вашингтон), результати якого, як вважали, дозволили б оцінити техніко-економічні показники процесу.
У США в районі Ганна (шт. Вайомінг) на дослідній установці з двома свердловинами (інжекційною і продуктовою) з використанням дуття з 98 % О2 і 2 % водяної пари на глибині 100 м газифікується пласт бурого вугілля. Отримуваний при цьому газ складається з Н2, СО, СО2 і CН4. Будувалася установка для синтезу карбаміду з цього газу і аміаку.
Західна Європа має в своєму розпорядженні величезні запаси вугілля, більшість яких залягають на глибині 1000—1200 м. Найбільш раціональним способом їх використання вважається підземна газифікація. Відмічено, що при існуючій техніці придатний тільки канальний процес. При цьому доведена перевага закачування в пласт суміші СО2+О2 замість суміші О2 і водяної пари, оскільки при цьому не витрачається енергія на виробництво пари, а отриманий газ прямує на синтез СН4 і СН3ОН. На виробництво цих цінних хімічних продуктів сумарно використовується на 3,1 % менше енергії, ніж при газифікації парокисневим дуттям.
В рамках німецько-бельгійської угоди по дослідженню підземної газифікації вугілля вперше в світовій практиці в Тулені реалізований експеримент з газифікації на неопрацьованому вугільному родовищі з глибиною залягання 860 м з використанням суміші О2 і води (з добавкою пінного компоненту) як газифікуючого агента. Утворений таким чином підземний газогенератор високого тиску стабільно виробляв 6 місяців газ з середнім вмістом СН4 (за вирахуванням N2) 32,6 %, що удвічі перевищує вміст СН4 на пілотній установці «РІНР-100» фірми «Lurgi» (Німеччина). Після видалення СО2 теплотвірна здатність газу досягає 30000-35000 кДж/м3, що близько до значення аналогічного показника для природного газу. Техніко-економічні переваги експериментального одностадійного способу отримання метанвмісного газу полягають в мінімізації числа і діаметру зондів при використанні високого тиску, закачування різних компонентів (кисень, вода), що приводить до фільтрації газифікуючого агента через вугільний пласт, і в обмеженому наземному устаткуванні (установки по виробництву О2 з повітря і по розділенню СО2). Отримуваний газ можна застосовувати на ТЕЦ, обладнаних газовими турбінами. Обговорюються варіанти застосування метанвмісного газу, що отримується ПГВ з використанням як газифікуючого агента суміші повітря + водяна пара, кисень + водяна пара, кисень + вода.
В Угорщині протягом 1979—1980 рр. на території шахти Татабанья проведені експерименти з ПГВ в незалежній системі шахтного стовбура. Необхідна потужність газовидобування створювалася з багатьох малопотужних за виробництвом шпурів в модульній системі.
На I Міжнародному симпозіумі з підземної газифікації вугілля в Дельфійському технологічному університеті (жовтень 1989 р.) був представлений новий процес електрохімічної і електротермічної підземної конверсії вугілля. У основі процесу лежить використання електричної дуги, що обертається, яка діє на вугільний пласт, при цьому на катод інжектуються кисень, водяна пара і розчинений каталізатор. Суміш ударяється об вугільний пласт, викликаючи окиснення вугілля, його піроліз і окиснювально-відновний процес під дією Н+ і ОН–, що утворюються в електричній дузі. Продукти конверсії вугілля виносяться з парою на поверхню і конденсуються, а гази, що не конденсуються, використовуються в турбіні. Описаний метод підземної переробки горючих сланців із застосуванням індукційного електронагріву в Швеції.

## Технологія

Див. також Свердловинна технологія підземної газифікації вугілля
При підземній газифікації відбувається процес термохімічного перетворення вугілля в горючі гази, придатні для енергетичних і технологічних цілей. Крім горючого газу на поверхню видаються такі речовини як феноли, бензоли, піридини, жирні кислоти, сірка та ін. При підземній газифікації отримують в 1,5 — 3 рази більше аміаку, в 1,5 — 10 разів більше піридинових основ ніж при коксуванні. Процес здійснюється в підземних газогенераторах різних типів (рис. а, б). Для горіння вугілля подають повітря або його суміш, збагачену киснем. Збагачення повітря киснем приводить до значного підвищення техніко-економічних показників процесу. При будь-якій схемі необхідно організувати канал газифікації, тобто здійснити збійку двох свердловин. Створення каналу газифікації може здійснюватися такими способами: фільтраційною збійкою, направленим бурінням, гідророзривом пласта, електрозбійкою.
Вигазовування похилих і крутих вугільних пластів здійснюється за простяганням або за підняттям. При вигазовуванні пласта за простяганням можливі схеми: від центру до меж поля; від меж до центру; від межі до межі. При вигазовуванні пластів за підняттям пласт може ділитися на поверхи, при цьому якість газу підвищується. Відпрацьовування світи пластів знизу вгору вважається більш доцільним ніж відпрацьовування зверху вниз.
При підземній газифікації можна виробляти газ для енергетичних і технологічних потреб. Звичайно станція підземної газифікації складається з цехів: компресорного, газогенераторного, очистки і охолодження газу, транспортування газу. Отриманий газ очищують від пилу в циклонах. Охолодження газу починають в газовідвідних свердловинах розпилюванням води. В процесі очистки і охолодження газ охолоджують водою в скруберах, потім в електрофільтрах, після чого направляють в скрубери сіркоочищення, де з газу вилучають сірководень. Вода зі скруберів охолоджується в градирні, а тверда фаза з неї видаляється в згущувачах.

## Досягнення останніх десятиріч
Досягнення останніх десятиріч були отримані завдяки значному внеску вітчизняних і зарубіжних учених, зокрема, зусиль наукових підрозділів компаній «Linc Energy» (Австралія), «Ergo Energy» (Канада), «Carbon County» (США), «Xinwen Coal Industry Group» (Китай) та ін.
Значних перспектив набула розроблена в НГУ технологія, що забезпечує спільне виробництво електричної, механічної й теплової енергії на базі свердловинної підземної газифікації вугільних пластів, реалізуючи тим самим принцип когенерації енергоносіїв за ПГВ. Нові можливості такого підходу відкрилися завдяки розробці гідропарових турбін, що забезпечують високий коефіцієнт корисної дії (ККД) за температури теплоносія 150—250 °С.
Незважаючи на досягнуті останнім часом успіхи в розвитку технології ПГВ, проблема значних втрат теплової енергії в процесі газифікації пласта залишається не вирішеною. Як показують дослідження, у надрах втрачається від 30 до 50 % теплової енергії. Її утилізація дозволить істотно (на 15 — 25 %) підвищити загальну рентабельність і конкурентоспроможність технології ПГВ.
Технологічний рівень ХХІ ст. відкрив новий етап розвитку ПГВ, що стало можливим завдяки вирішенню цілої низки важливих технічних проблем, зокрема направленого буріння свердловин, отримання генераторного газу збільшеної теплотворної спроможності (до 10–12 МДж/м3), управління процесами газифікації та контролю розповсюдження вогневих робіт, підвищення екологічної безпеки тощо. Одночасно розвивалися технології комплексного використання продуктів газифікації: когенераційні енергетичні системи (з включенням генераторного газу в комбінований цикл електростанцій), спеціалізовані підприємства з переводу генераторного газу в рідину для отримання синтетичної нафти, моторних палив, олив та іншої хімічної сировини.
На початку ХХІ ст. у світі діяло понад 20 великих підприємств підземної газифікації вугілля, більшість яких зосереджувалась в Австралії та Китаї, окремі станції — у США, Канаді, ПАР, Середній Азії. Про значний інтерес до даної проблематики свідчить велика кількість проектів нових станцій ПГВ (понад 50), розроблених останнім часом світовими компаніями, зокрема лідерами галузі — Linc Energy (Австралія), ENN Coal Gasification Mining, Shandong energy Xinwen mining Refco Group (Китай) та ін., а також вихід компанії Linc Energy на світову фондову біржу. Про конкурентоспроможність сучасної технології ПГВ свідчить собівартість генераторного газу, яка при перерахунку його теплотворної спроможності до рівня традиційного природного газу складає в різних компаніях від $39 до $295 за тисячу кубометрів.
2015 р. Україна та Австралія підписали Меморандум про взаєморозуміння щодо початку підготовки спільного проекту підземної газифікації вугілля в Україні за участю австралійських компаній Linc Energy и Bond Bros Contracting. Найбільш перспективним для реалізації проекту бачиться Дніпровський буровугільний басейн.

## Інтернет-ресурси
- Ergo Exergy Tech — global supplier of UCG technology
- UCG Association
- Energy & Environmental Research Centre (EERC) — UCG overview[недоступне посилання з вересня 2019]